# Quai des Étroits
Le quai des Étroits est une voie dans le 5e arrondissement de Lyon, en France. C'est le dernier quai de Lyon en rive droite de la Saône et il précède le quai Jean-Jacques-Rousseau situé sur la commune de La Mulatière.

## Situation
Il est en rive droite de la Saône et commence côté amont (au nord) à la montée de Choulans, au pont Kitchener. Il est prolongé vers l'amont par le quai Fulchiron,.
Le quai se termine côté aval (au sud) au petit escalier qui sépare les communes de Lyon et de la Mulatière. Il est prolongé vers l'aval par le quai Jean-Jacques-Rousseau,.
Le quai des Étroits est plus ou moins à l'aplomb du fort Saint-Irénée ; et il fait face au quai Rambaud en rive gauche sur la Presqu'île.
Point important pour la densité de trafic local tous véhicules confondus : à l'extrémité amont du quai, en plus du pont Kitchener se trouvent aussi : 

• le double pont de l'autoroute A6 (un tablier par direction) au débouché du tunnel de Fourvière. L'endroit est d'autant plus fréquenté que le centre d'échanges de Perrache, qui ajoute à ce trafic routier déjà important la jonction avec l'autoroute A7 ainsi que de nombreuses lignes de métro et de bus, est juste au bout des ponts sur l'autre rive de la Saône ; 

• le viaduc ferroviaire de la Quarantaine, qui porte la ligne Paris-Marseille (et d'autres lignes) avec, à seulement 90 m du bout du quai, le tunnel Saint-Irénée allant vers l'ouest sous la colline de Fourvière ; et - surtout important en termes de circulation locale - jouxtant les installations de la gare de Lyon-Perrache derrière le quai Rambaud.

## Origine du nom
Le nom viendrait de ce que la colline de la Mulatière s'écroule facilement, et que les retombées réduisaient la largeur du chemin qui longe la Saône au pied du mont. La route de Narbonne ne passait d'ailleurs pas là mais sur la colline.
Un hameau les Étroits se trouve à 300 m en aval de la fin du quai des Étroits. Il est possible que le nom ait signifié « le chemin qui mène aux Étroits » plutôt que « le chemin Étroit ».

## Histoire

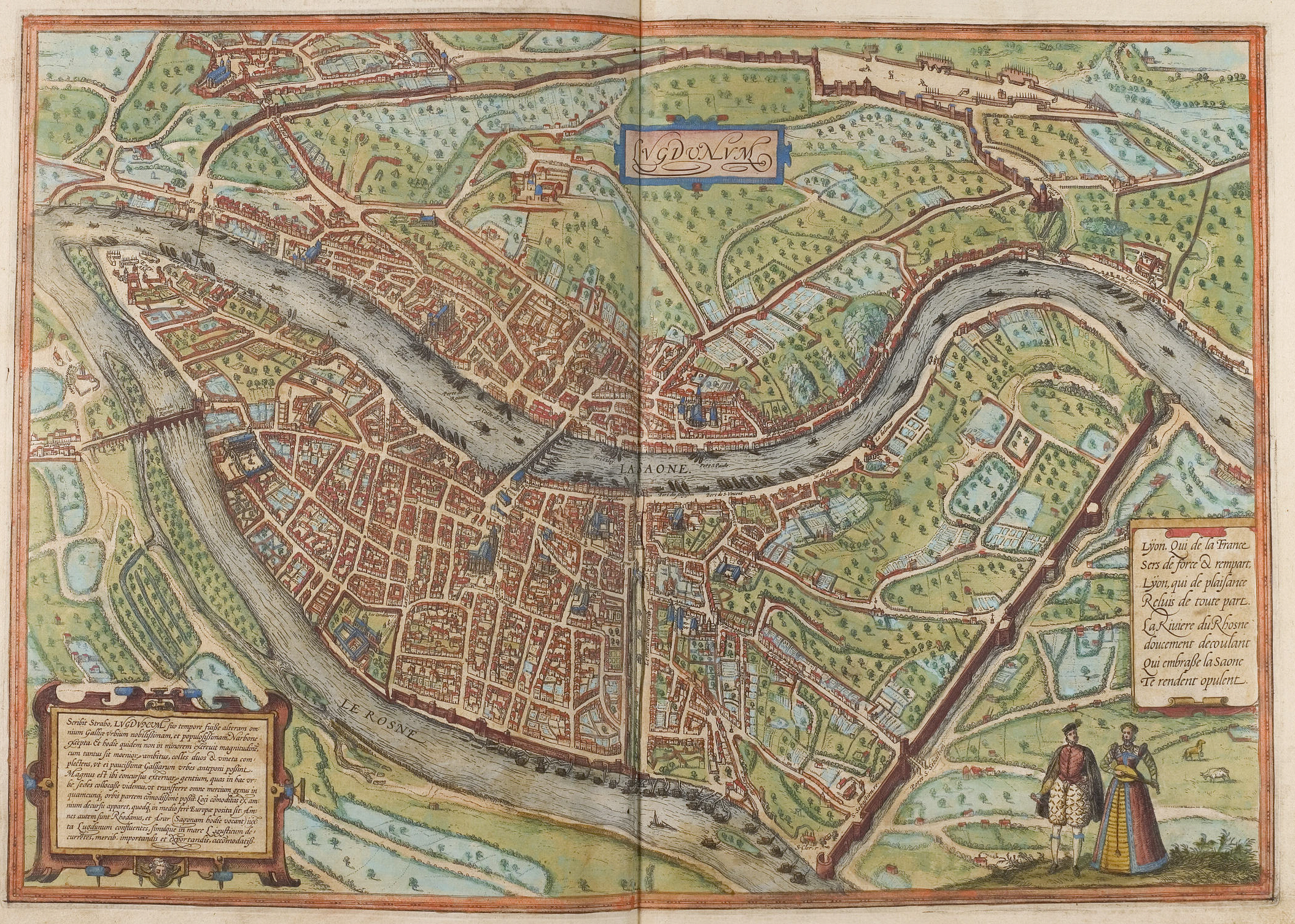
Plan de Lyon par Braun & Hogenberg (1572), avec la « rue de la Pêcherie » bordée de maisons côté rivière, en amont (à droite) du « pont de Saône »

Le « chemin des Étroits » en 1853, par F. Gabillot
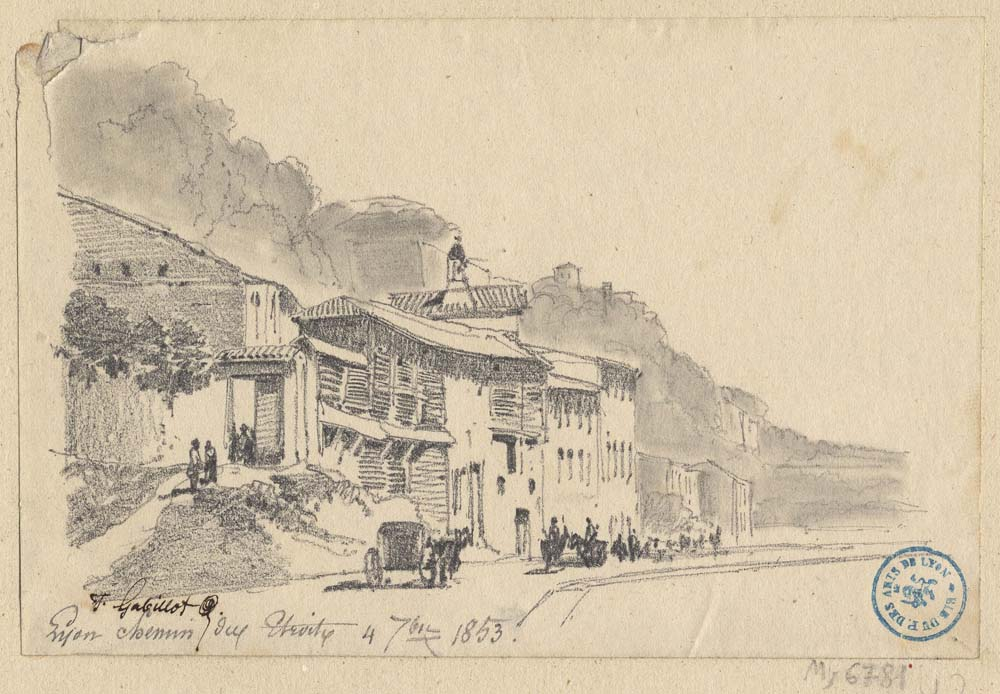
Lyon, chemin des Étroits, 4 septembre
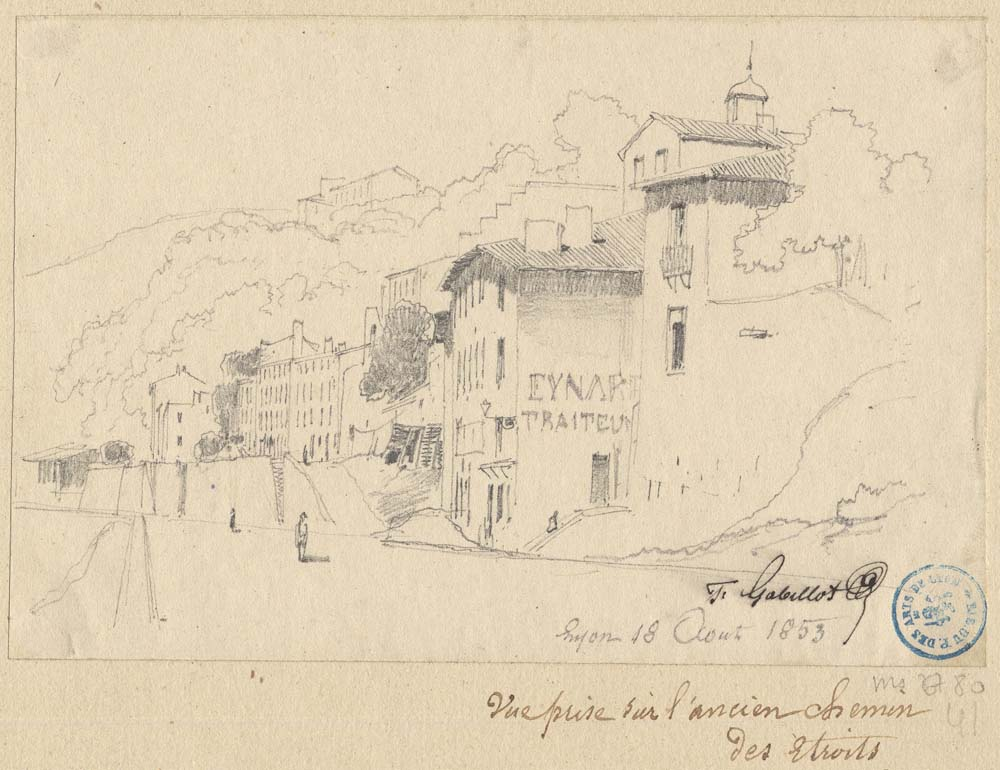
Vue prise sur l’ancien chemin des Étroits, 18 août

Le 27 juillet 1816, le général Mouton-Duvernet considéré comme traitre au roi Louis XVIII y est fusillé.

## Description
Sa longueur est d'environ 418 m. La carte IGN donne le 14 bis comme dernier numéro de maison ; la caméra de rue montre que la dernière maison est le no 13 bis.
Sur sa partie nord, le quai est doublé d'un bas port dont le perré plonge dans la Saône en face du no 7. Des péniches sont amarrées sur la partie nord du quai, le long du perré.
En 2020, l’extrémité amont du quai fait partie de la grosse intersection très active qui réunit la montée de Choulans (le quai Fulchiron se termine au coin nord de la montée), l’autoroute A6 et la voie ferroviaire. Strictement parlant, les premières constructions rencontrées sur le quai depuis l'amont sont donc le pont Kitchener sur la gauche, puis le double pont de l'autoroute A6 et le viaduc ferroviaire qui passent au-dessus du quai.
Ensuite vient le pont de chemin de fer dit « viaduc de la Quarantaine », construit au début du XXe siècle, porteur des nombreuses lignes desservant la gare de Lyon-Perrache.
Le no 4, immédiatement après ce pont de chemin de fer, est un immeuble de bureaux datant de 1964.
Il est suivi d'un immeuble de logements de sept étages à balcons de la fin du XXe siècle, puis du no 7 de belle allure. 

Le lot suivant en aval est un double immeuble de logements. Côté rue, au no 7bis, un bâtiment blanc construit en 2003 avec balcons non saillants (ils prennent leur emprise sur les espaces intérieurs) ; côté cour, au no 8, un immeuble rose qui est le prolongement du bâtiment arrière du no 7.
Suit un espace non bâti, hébergeant un dessableur du service des eaux du grand Lyon ; cette trouée ouvre la vue sur la colline, avec la falaise apparaissant entre les arbres et la tour d'une maison de plus de 100 ans mais assez récente.
Au no 11 se tient le dernier grand immeuble du quai, et le plus récent puisqu'achevé en 2016. Ce dernier, d'aspect anguleux et de couleur gris clair, se compose de trois sous-ensembles reliés par des escaliers et autres parties communes.
Le quai - et la commune de Lyon - se termine par quatre petits immeubles aux lignes anguleuses, unis par des garages mais séparés par des terrasses,.
L'immeuble du no 7
Seul l'immeuble de logements au no 7 rappelle les splendeurs anciennes. Daté de 1895-1896, il est orné d'une belle fenêtre à colonnes au-dessus de l'entrée, et de sculptures diverses.

no 7, quai des Étroits
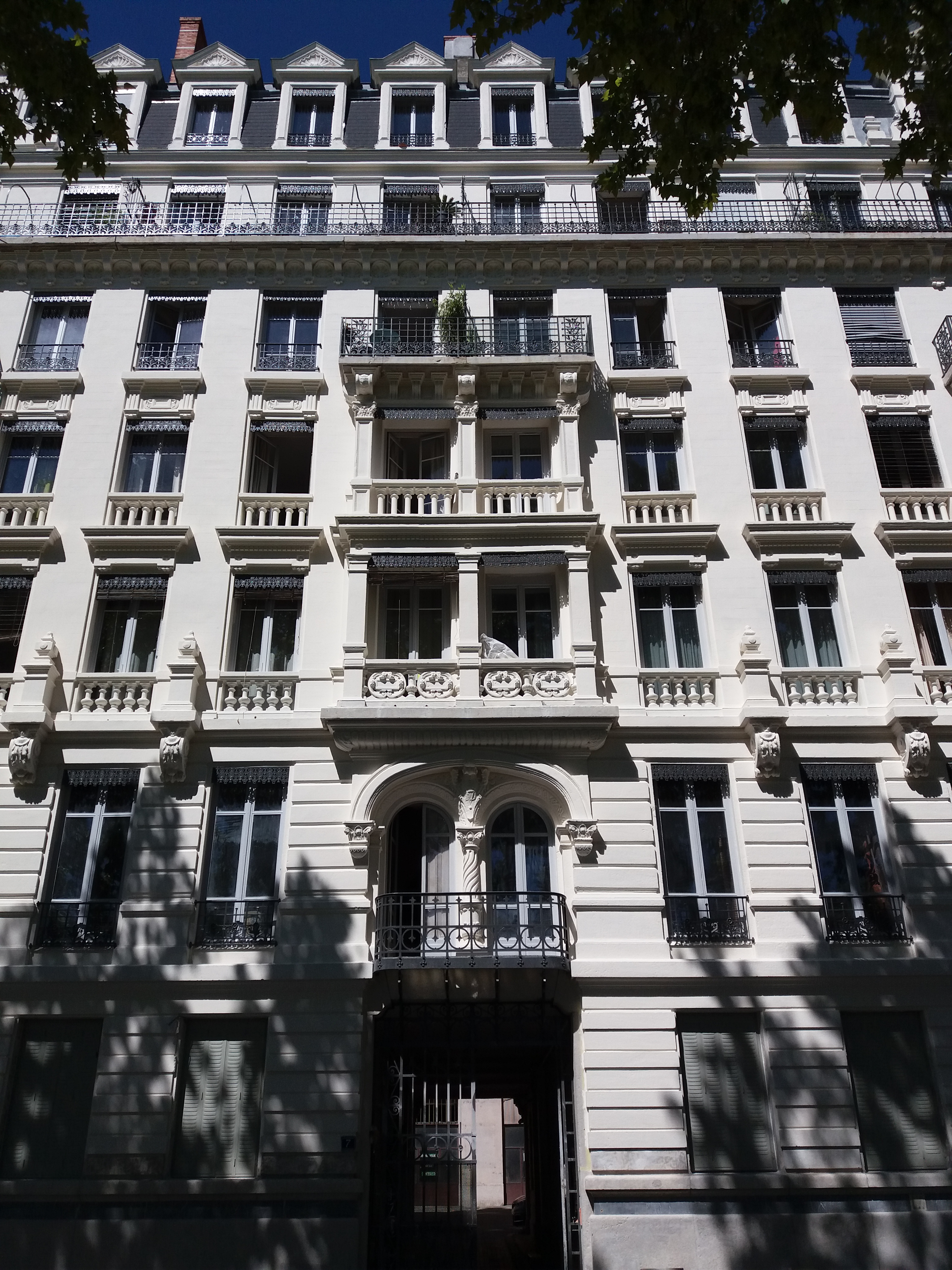
Façade sur quai
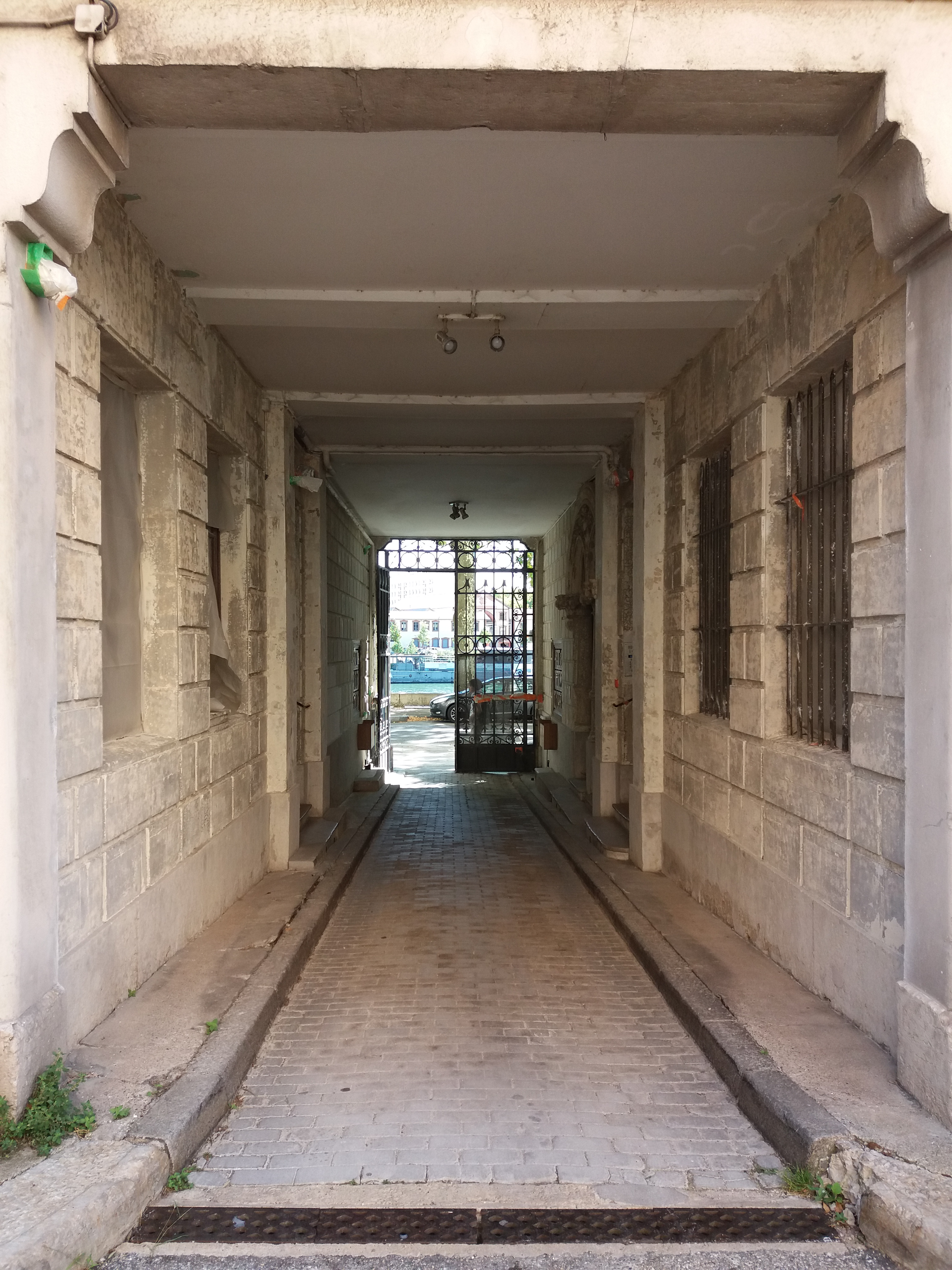
Couloir
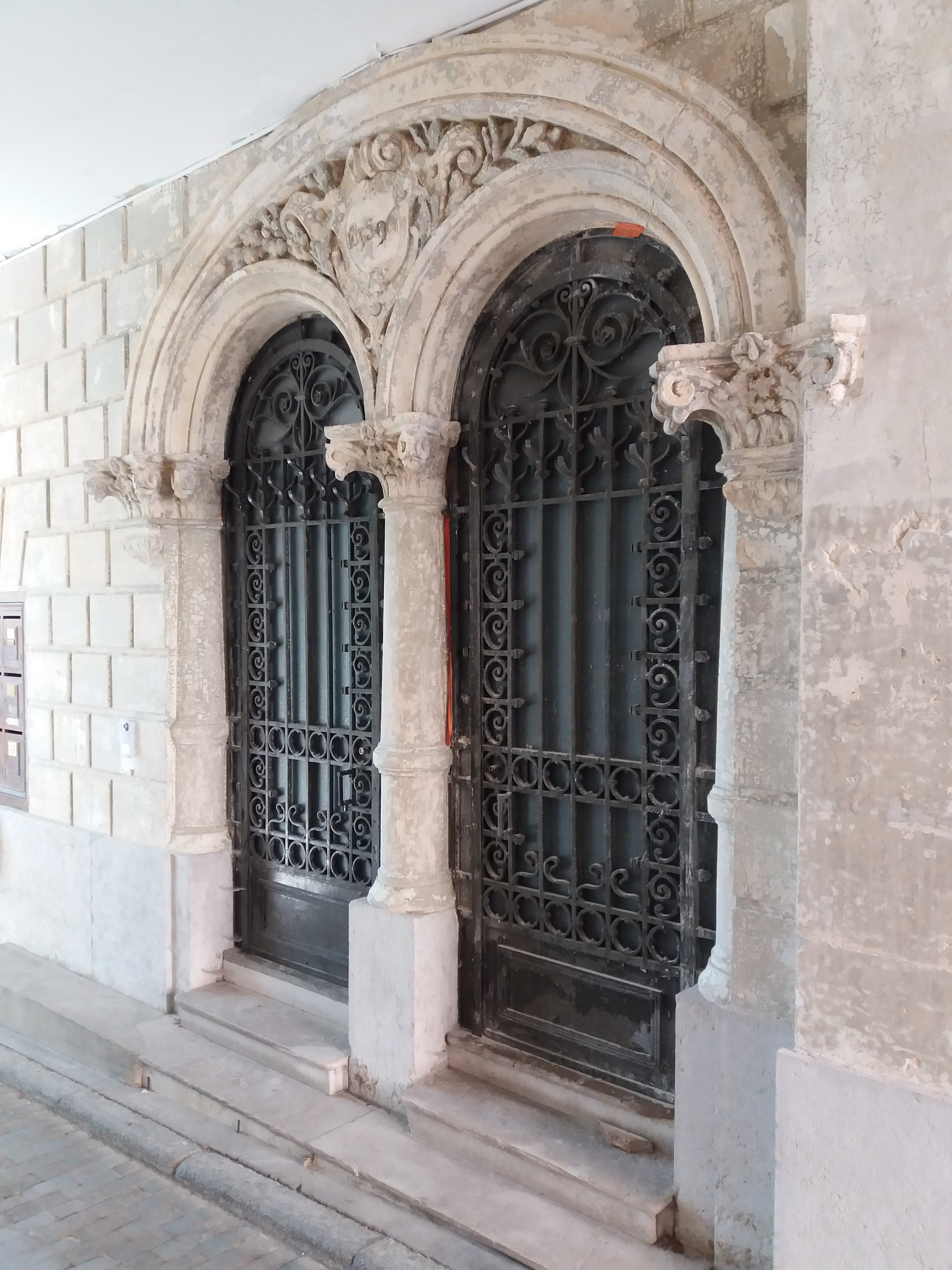
Portail dans le couloir
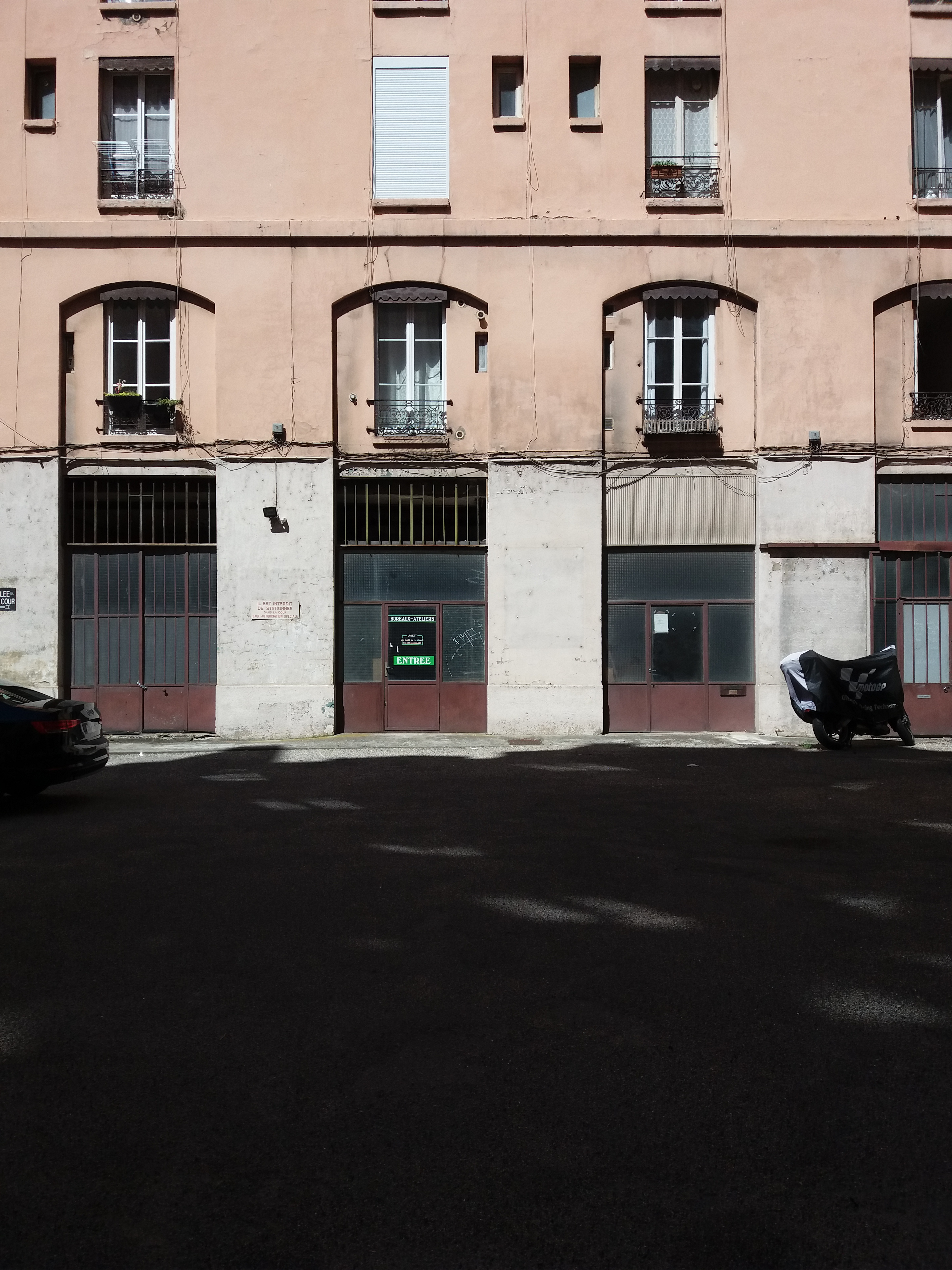
Fond de cour
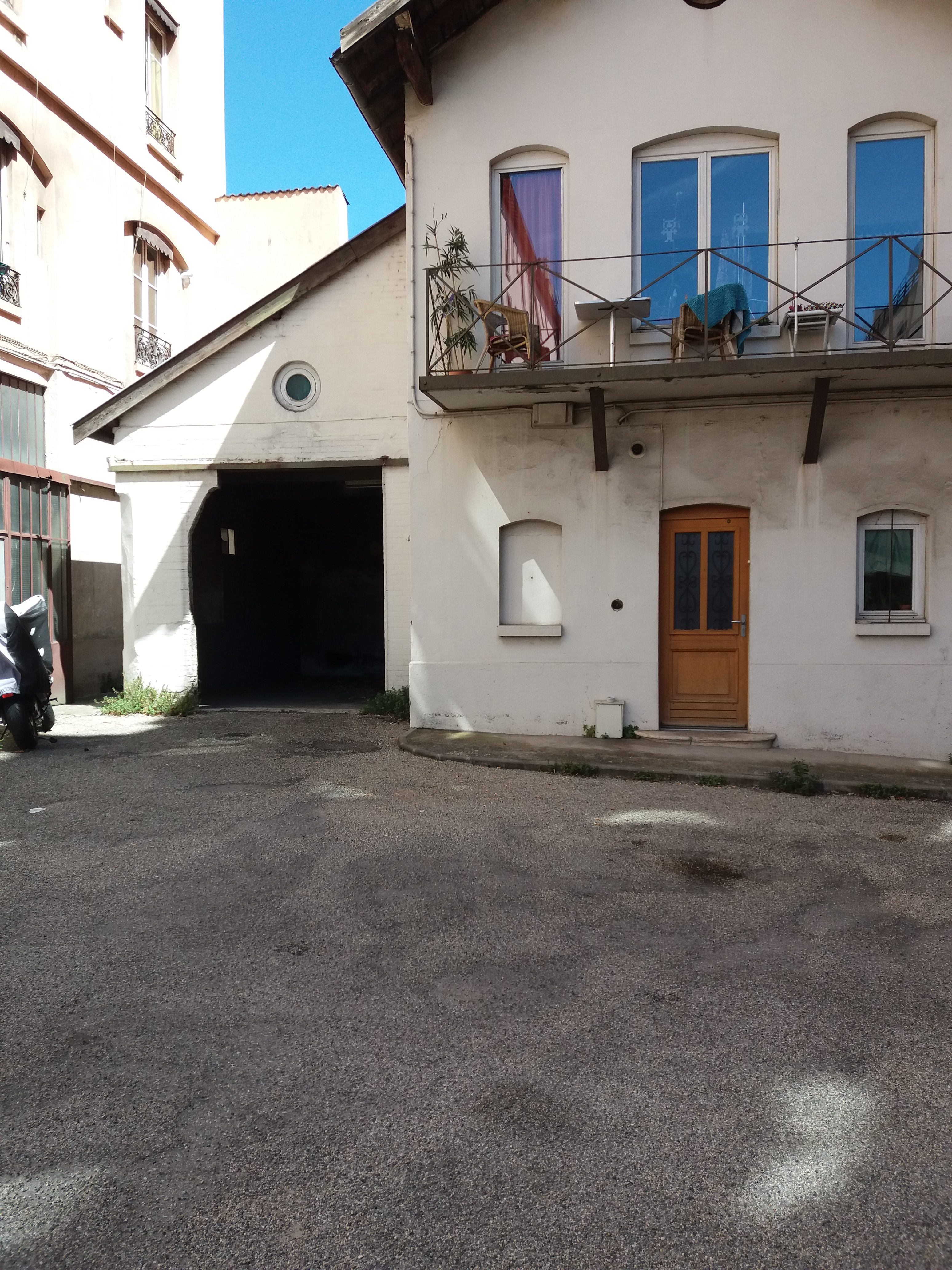
Cour